# Pagani Utopia
La Pagani Utopia est une supercar du constructeur automobile italien Pagani disponible à partir du 2022 en version Coupé, produite en 99 exemplaires déjà tous vendus et Roadster à partir d'2024.

## Présentation
La Pagani Utopia (code usine C10), remplaçante de la Huayra, a été présentée en avant première au Teatro Lirico La Canobbiana de Milan le 12 septembre 2022, et exposée, dès le lendemain, dans la Salle du Cénacle à l'intérieur du Musée National des Sciences et Techniques Léonard de Vinci de Milan,,.
Un premier prototype du modèle, en cours d'essais routiers, a été repéré en janvier 2022,.
La Pagani Utopia (code C10) est le 3e modèle de la marque, elle succède à la Zonda (C8) et à la Huayra (C9).

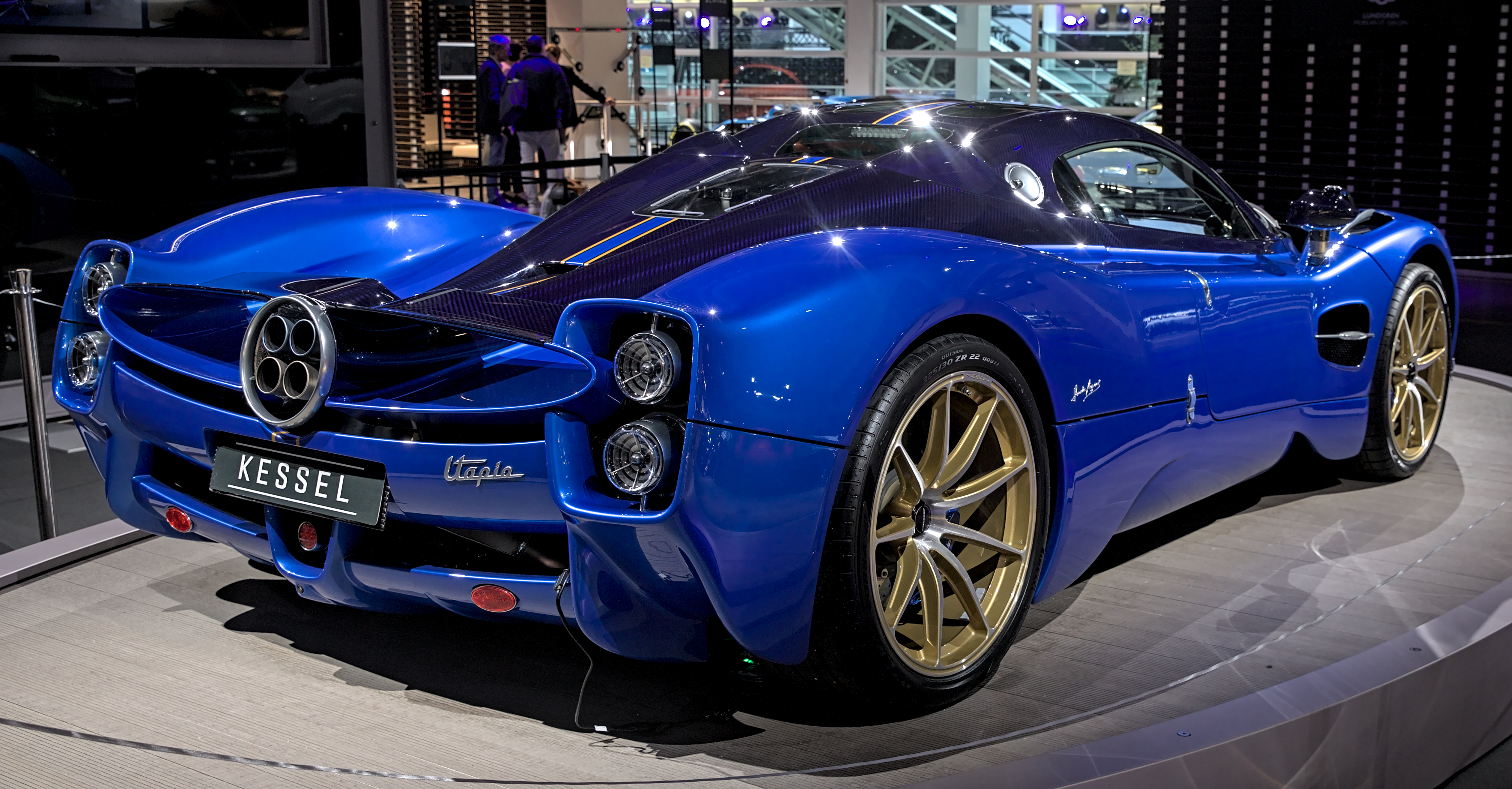
Pagani Utopia (vue de l'arrière)
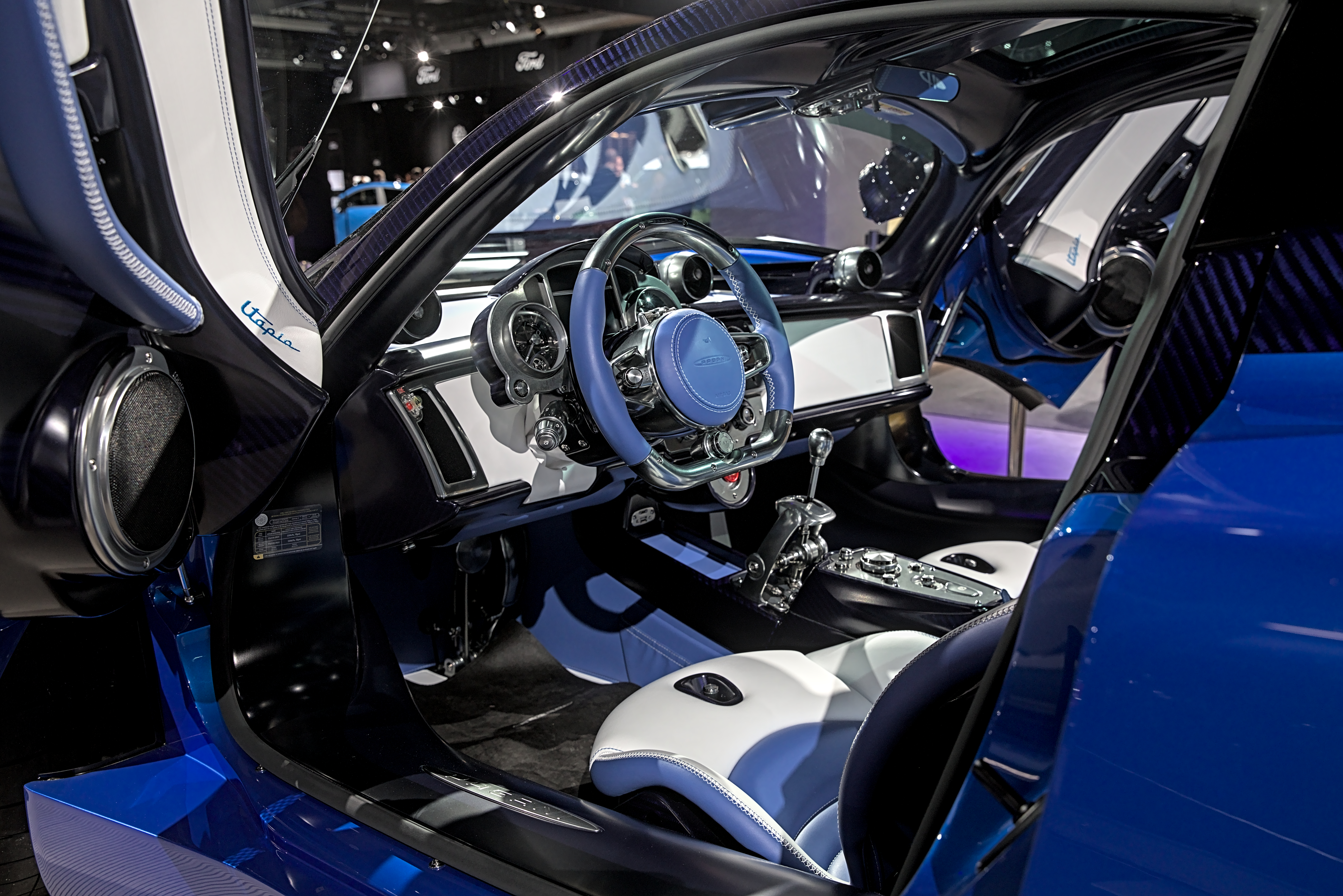
Pagani Utopia (Intérieur)

### Développement du modèle
Le développement du projet C10 - Pagani Utopia - a nécessité plus de six années et 8 prototypes complets. 3 d'entre eux ont été consacrés au choix et mise au point du moteur pendant environ deux ans. Au total, 12 maquettes ont été réalisées : 10 à l'échelle 1:5 et 2 à l'échelle 1:1,

### Roadster
La Pagani Utopia Roadster est dévoilée le 30 juillet 2024, juste avant son exposition à la Monterey Car Week 2024, en Californie. Sa production est limitée à 130 exemplaires. Le prix peut varier entre 3 et 4 millions d'euros.

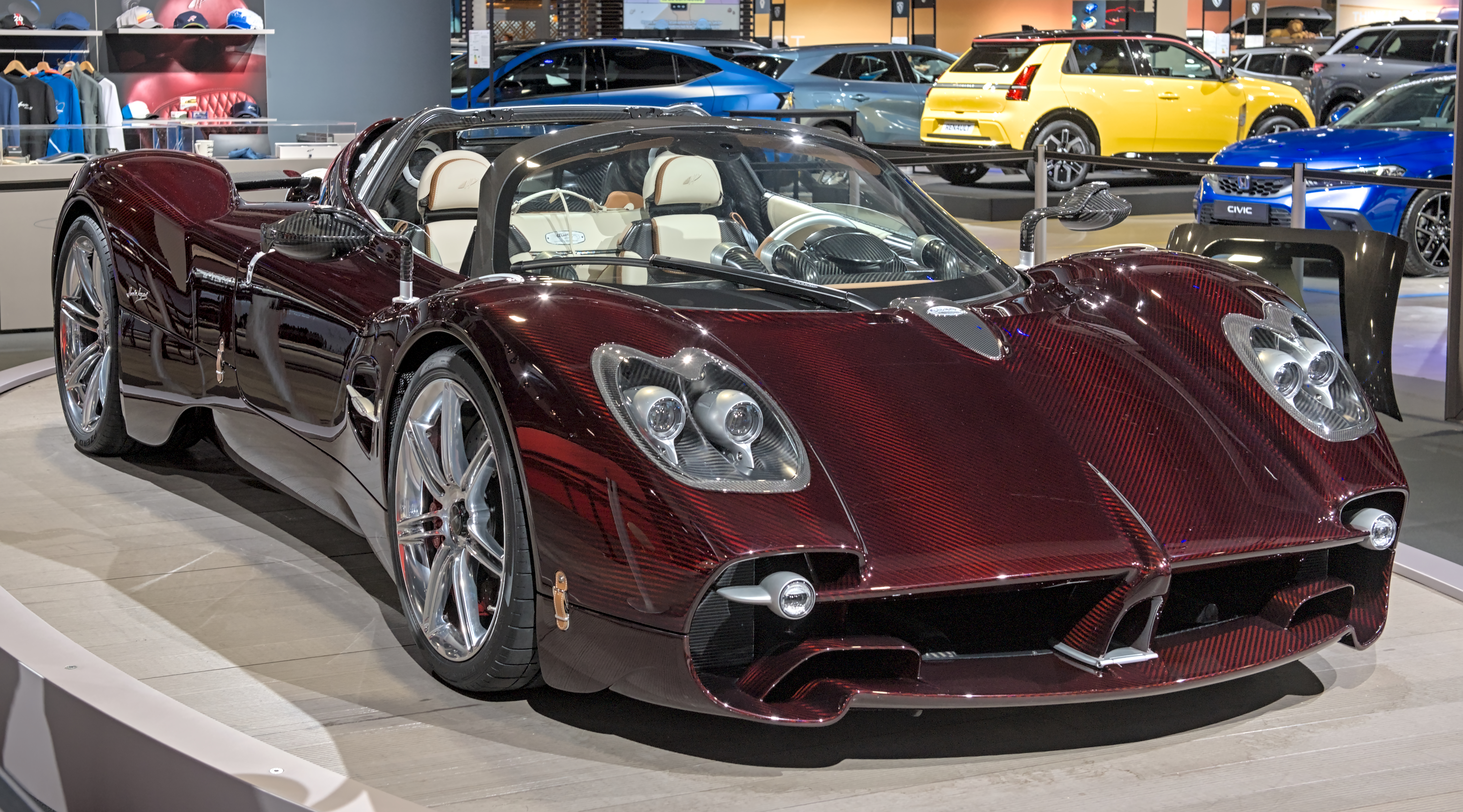
Pagani Utopia Roadster
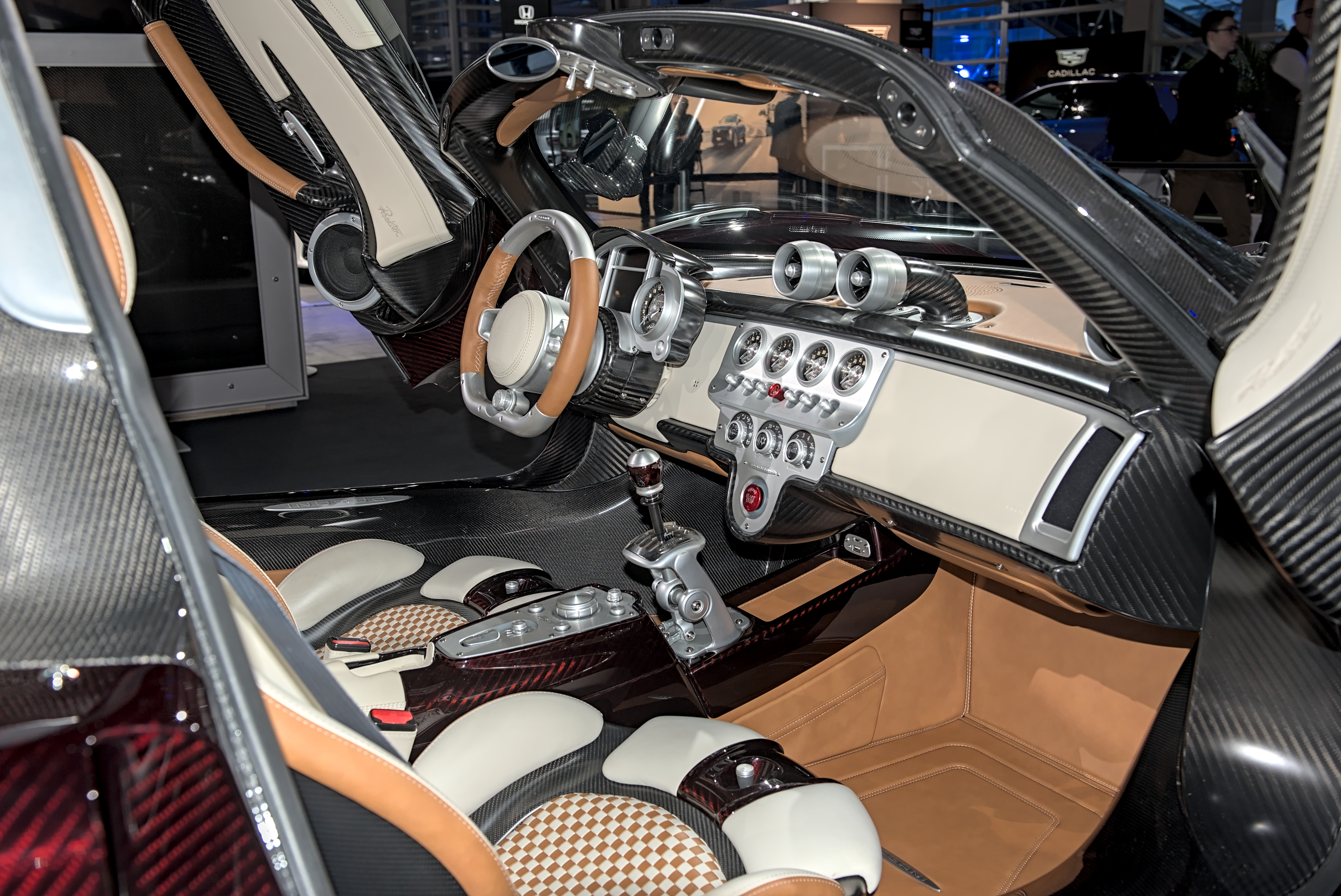
Tableau de bord Pagani Utopia Roadster
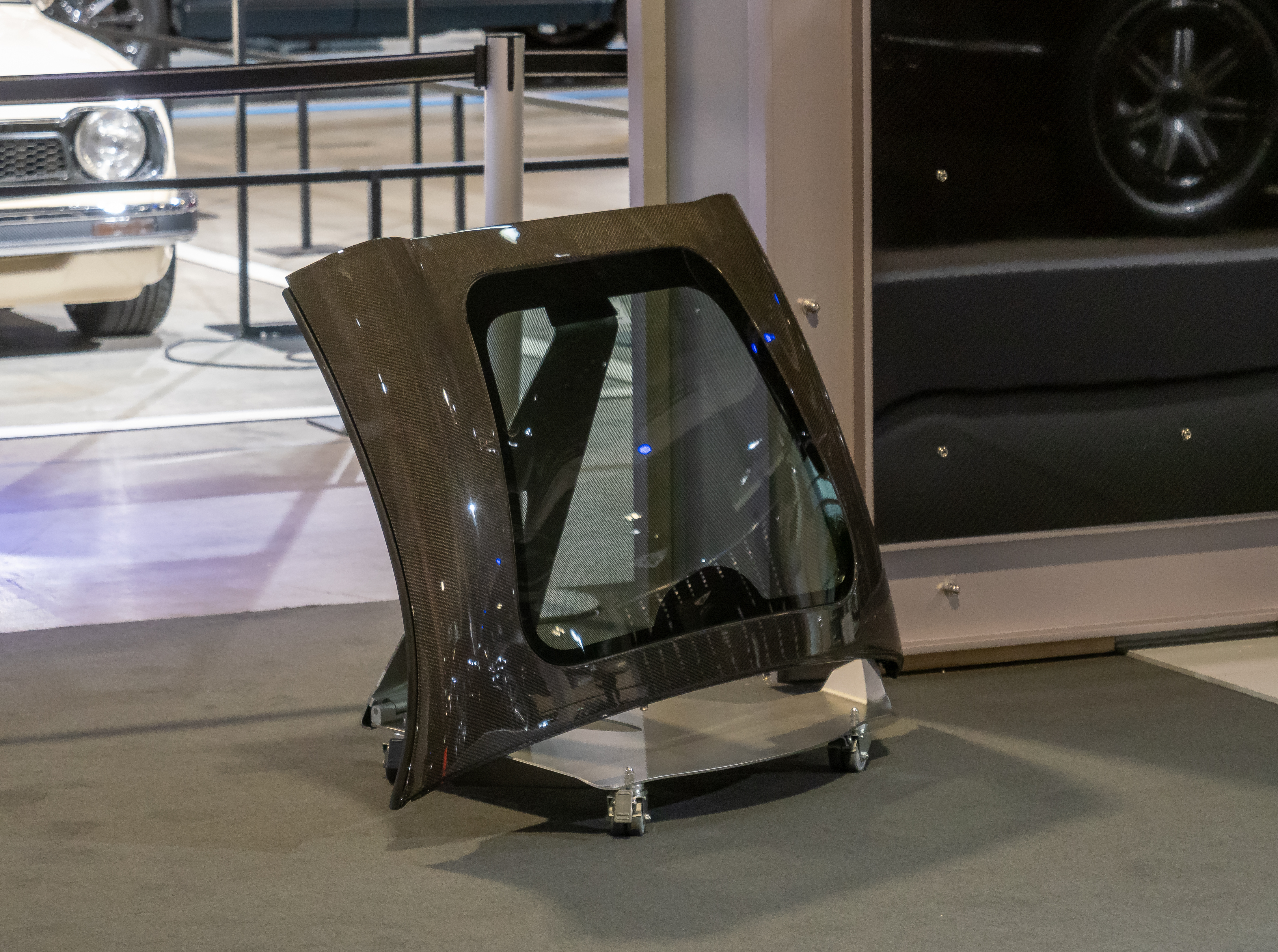
Toit en verre pour le Roadster

## Production
Le constructeur a fixé la production de la Pagani Utopia :
- Coupé : à 99 exemplaires, tous vendus peu après sa présentation (livraisons à partir de 2023)
- Roadster : en cours, limitée à 130 exemplaires.

Pagani est restée une entreprise familiale et emploie aujourd'hui 180 personnes (2022). Un nouvel atelier abrite l'unité de production dimensionnée pour 50 voitures par an.

## Caractéristiques techniques
La voiture est construite sur un nouveau châssis, une structure monocoque composite en titane et carbone, qui augmente la rigidité en torsion de 38% par rapport au modèle précédent sans variation du poids (1 280 kg). A l'avant et à l'arrière du châssis, des cadres en acier au chrome-molybdène supportent le moteur et la suspension en aluminium à double triangulation. L'habitacle est accessible par des portes papillon.
L'Utopia est propulsée par un moteur placé longitudinalement au centre de la voiture, dérivé de celui monté sur la Huarya, le Mercedes-AMG M158 V12 bi-turbo à 60° de 5 980 cm3 de cylindrée mais dont la puissance a été portée à 864 Ch DIN (635 kW) à 6 000 tr/min avec un couple de 1 100 N⋅m disponible entre 2 800 et 5 900 tr/min. Le moteur pèse 262 kg à sec. La puissance est transmise via une boîte de vitesses Xtrac à 7 rapports montée transversalement, disponible en version manuelle ou robotisée, couplée à un différentiel électromécanique avec embrayage à triple disque,,. Le conducteur peut choisir entre 4 réglages de conduite : Confort, Wet, Sport et Race.
Le système de freinage, fabriqué par Brembo, est composé de quatre disques ventilés en matériau carbone-céramique, mesurant 410x38 mm à l'avant avec des étriers monolithiques à six pistons, tandis qu'à l'arrière ils mesurent 390x34 mm avec des étriers monolithiques à quatre pistons.
La voiture est équipée de pneus Pirelli de 21 pouces à l'avant et de 22 pouces à l'arrière, créés spécifiquement pour ce modèle, appelé P Zero Corsa,.

### Motorisation
|                                                      | Pagani Utopia |
| Moteur                                               | 12-cylindres en V à 60°                                                                                          |
| Admission                                            | Bi-Turbocompressé                                                                                                |
| Cylindrée (cm3)                                      | 5 950 |
| Puissance maximale ch DIN (kW)                       | à 6 000 tr/min864 (635)                                                                                          |
| Couple maximal (N m)                                 | à 2 800 à 5 900 tr/min                                                                                           |
| Boîte de vitesses                                    | Manuelle à 7 rapports (Xtrac) / robotisée                                                                        |
| Transmission                                         | Aux roues arrière (Propulsion)                                                                                   |
| Vitesse maximale (en km/h)                           | 370 |
| 100 km/h (en s)                                      | 2,8 |
| Consommation (en L/100 km) urbain/extra-urbain/mixte | 23,5/15,7/20 |
| Émissions de CO2 (en g/km)                           | 468 |
| Masse à vide (kg)                                    | 1 280 |
| Capacité du réservoir (L)                            | 72 |
| Pneumatiques                                         | Pirelli PZero Corsa Pirelli SottoZero en hiver AV : 265/35 21″ / AR : 325/30 22″ jantes en alliage aluminium APP |

Source : Caractéristiques techniques de la Pagani Utopia Roadster